# Triportheus
Triportheus es el único género de la subfamilia de peces Triportheinae, ubicada en la familia Triportheidae del orden de los Characiformes. 

## Especies
- Triportheus albus (Cope, 1872)[1]
- Triportheus angulatus (Spix & Agassiz, 1829)[1]
- Triportheus auritus (Valenciennes, 1850)[1]
- Triportheus brachipomus (Valenciennes, 1850)[1]
- Triportheus culter (Cope, 1872)[1]
- Triportheus curtus (Garman, 1890)[1]
- Triportheus elongatus (Günther, 1864)[1]
- Triportheus guentheri (Garman, 1890)[1]
- Triportheus magdalenae (Steindachner, 1878)[1]
- Triportheus nematurus (Kner, 1858)[1]
- Triportheus orinocensis (M. C. S. L. Malabarba, 2004)[1]
- Triportheus pantanensis (M. C. S. L. Malabarba, 2004)[1]
- Triportheus paranensis (Günther, 1874)[1]
- Triportheus pictus (Garman, 1890)[1]
- Triportheus rotundatus (Jardine, 1841)[1]
- Triportheus signatus (Garman, 1890)[1]
- Triportheus trifurcatus (Castelnau, 1855)[1]
- Triportheus venezuelensis (M. C. S. L. Malabarba, 2004)[1]